# 방데미에르 13일 쿠데타
방데미에르 13일의 반란 또는 포도달 13일의 폭동(프랑스어: Insurrection royaliste du 13 Vendémiaire an IV)(1795년 10월 5일)은 파리에서 왕당파와 혁명 정부 사이에서 일어난 전투로 나폴레옹 보나파르트 장군의 신속한 조치로 정부를 전복시키려는 왕당파들은 진압되었다. 정부 측은 방데미에르 13일 쿠데타라고 한다.
포도달을 의미하는 방데미에르(Vendémiaire)는 프랑스 혁명력의 1월로 9월 22일 ~ 10월 21일까지 해당한다. 프랑스 혁명으로 왕정이 폐지된 다음날 양력 1792년 9월 22일(추분)을 설날로 한해 동안 사용하는 달력이 채택되었기 때문에 9월이 프랑스 혁명력에서는 1월이 된 것이다.

## 배경
테르미도르의 쿠데타 이후 프랑스 경제는 악화되었고 민중은 궁핍해졌다. 그러나 신흥 졸부들 방탕했고 파리에는 650여 개의 댄스홀이 생겨나 멋진 여자와 멋쟁이들이 활보하며 풍기문란한 생활을 했다. 쿠데타의 주모자인 테르미도르파의 인기는 최악이 되었다. 그 대응책으로 국민 공회 선거에서 확실히 자기파의 의석을 확보할 수 있도록 “삼분법”이라는 법안을 통과시켰다. 이것은 “선출 750석 중에서 500(2/3 의석)을 구 국민 공회 의원 중에서 선택해야한다”는 법률이었다. 1795년 9월에 실시된 국민 투표 결과, “삼분법”은 약 20만 표 대 11만 표로 가결되었다. 선거에서 이길 수 있었던 왕당파는 이 결과에 분노했다.
1795년 10월 20일 선거가 결정되었다. “삼분법”에 불만을 가진 왕당파를 중심으로 10월 5일 폭동이 발생했다. 군중은 튈르리 궁전에 있는 국민 공회를 습격했다. 국민 공회는 상 퀼로트의 도움을 요구했지만, 좌파는 직전에 탄압을 받아 파리에서 세력을 잃고 있었다. 따라서 폴 바라스를 군 사령관으로 임명하고, 나폴레옹이 부관이 되었다.

## 포도탄 한 방

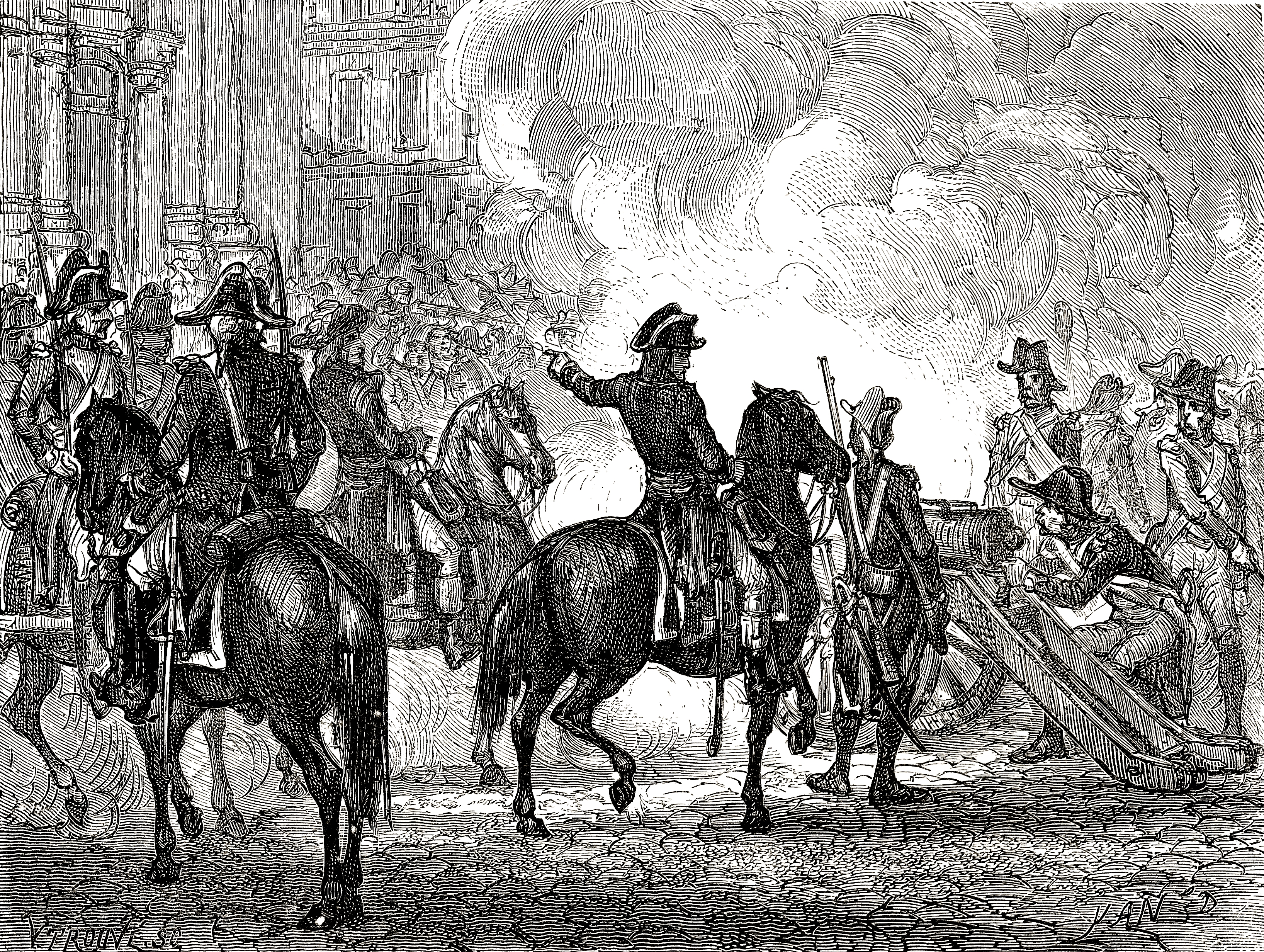
대포로 반란을 진압하는 나폴레옹

나폴레옹이 지휘하는 포병은 수도 시가지에서 대포(게다가 광범위하게 피해가 나는 산탄)를 쏘는 대담한 전법으로 저항하는 왕당파를 손쉽게 진압했다. 군중은 격퇴되었고 다음날 저항은 그쳤다. 10월 25일 국민 공회는 나폴레옹을 국내 군총사령관에 임명하였고, 반대로 반도들에 대해서는 관대한 조치를 취했다. 피묻은 자리였던 “혁명 광장”은 “융화”(concord)를 의미하는 “콩코드 광장”이라는 이름으로 바꾸었다. 이후 파리는 국내 군사령관의 명령에 절대 복종을 강요받는 완전한 군대의 통제 하에 놓였다.

## 여파
왕당파 폭도들의 위협은 사라지고, 나폴레옹은 이 때 성공으로 “방데미에르 장군”(Général Vendémiaire)이라고 별명을 얻었다. 보나파르트는 공화국의 영웅이 되었고, 사단장으로 진급 하고, 이탈리아 파견군 사령관에 임명되었다.

## 같이 보기
- 나폴레옹 보나파르트
- 프랑스 혁명력
- 프랑스 혁명

## 참조
- Asprey, Robert B. - The Rise of Napoleon Bonaparte, 604 pages, ISBN 0465048811
- Chandler, David G. - Campaigns of Napoleon, 1216 pages, ISBN 0025236601
- Hibbert, Christopher - The Days of the French Revolution, 384 pages, ISBN 0688169783
- Lacretelle, Jean-Charles-Dominique. “Account of the 1795 Vendémiaire Uprising,” Napoleon: Symbol for an Age, A Brief *History with Documents, ed. Rafe Blaufarb (New York: Bedford/St. Martin’s, 2008), 33-35.
- Schama, Simon - Citizens: A Chronicle of the French Revolution, 976 pages, ISBN 0679726101